# Långsjön, Rimbo
Långsjön är en sjö söder om Rimbo samhälle i Norrtälje kommun i Uppland som ingår i Norrtäljeåns huvudavrinningsområde. Sjön är 8,4 meter djup, har en yta på 2 kvadratkilometer och befinner sig 11 meter över havet.
Det finns två officiella badplatser som anordnats av kommunen, Sandbanken och Arkadien.

## Delavrinningsområde
Långsjön ingår i delavrinningsområde (662647-163985) som SMHI kallar för Utloppet av Långsjön. Medelhöjden är 28 meter över havet och ytan är 20,9 kvadratkilometer. Det finns inga avrinningsområden uppströms utan avrinningsområdet är högsta punkten. Vattendraget som avvattnar avrinningsområdet har biflödesordning 2, vilket innebär att vattnet flödar genom totalt 2 vattendrag innan det når havet efter 21 kilometer. Avrinningsområdet består mestadels av skog (57 procent) och jordbruk (18 procent). Avrinningsområdet har 2,37 kvadratkilometer vattenytor vilket ger det en sjöprocent på 11,3 procent. Bebyggelsen i området täcker en yta av 1,46 kvadratkilometer eller 7 procent av avrinningsområdet.